# Archeologia industriale in provincia di Varese

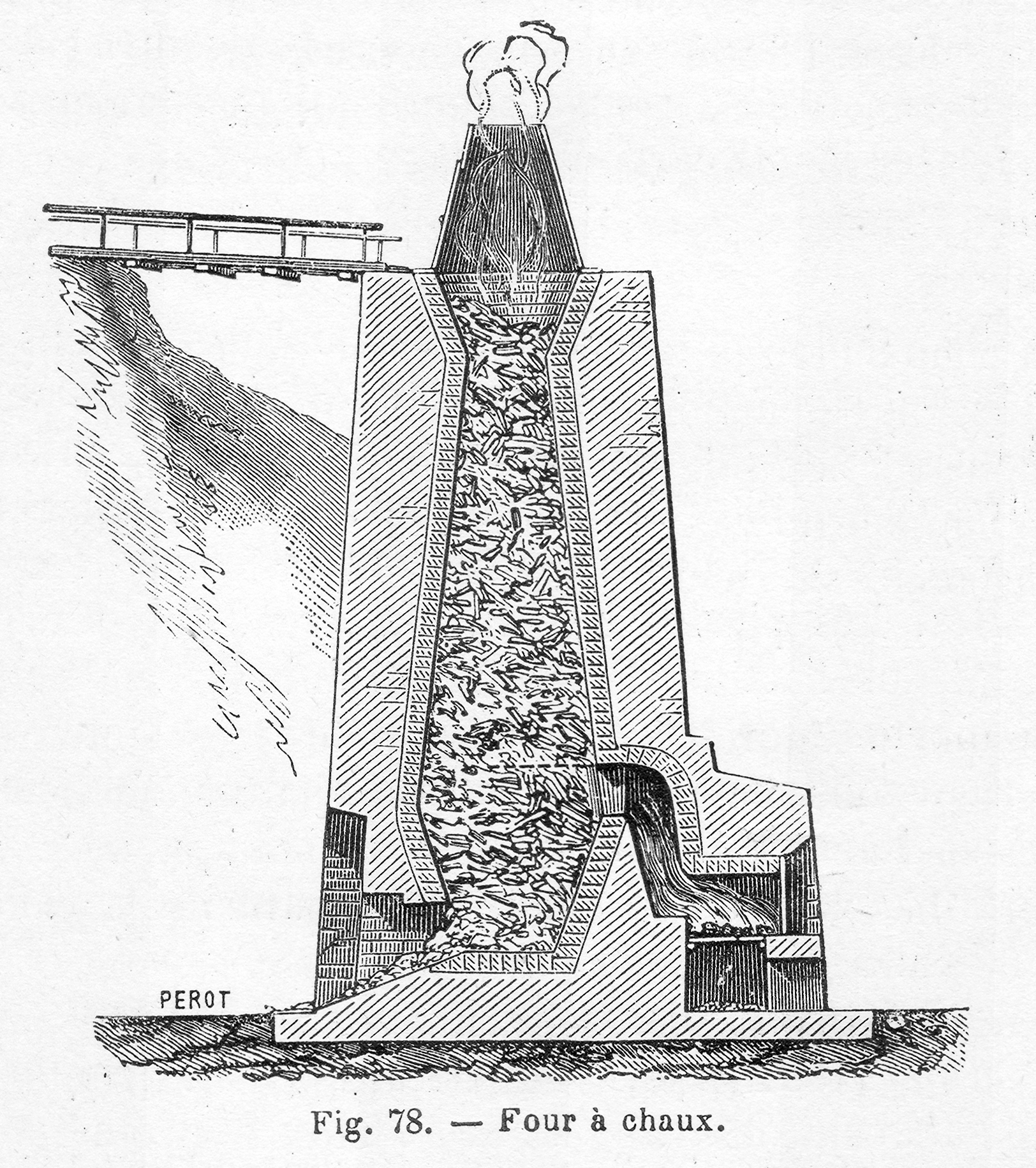
Una fornace in un disegno del 1906

Nel secondo decennio del XIX secolo in provincia di Varese prese a svilupparsi quella che presto divenne una fiorente attività industriale e che oggi, a causa dei lunghi periodi di crisi economica spesso accentuati dalla forte rivalità dei paesi un tempo considerati sottosviluppati, lascia sul territorio della Provincia un grande patrimonio di archeologia industriale.

## Storia
Nella maggioranza dei casi, queste nuove attività produttive nacquero affiancate (oppure ne rappresentarono l'evoluzione) ai tanti e più antichi mulini ad acqua già presenti sul territorio e si evolsero trasformando le precedenti attività di macinazione dei semi e delle farine, pilatura del riso e taglio del legname in assi, verso strutture lavorative più moderne.
Intorno al 1820 ed in piena rivoluzione industriale, queste realtà un tempo artigianali furono trasformate in lavorazioni organizzate e di grande complesso produttivo che, specializzandosi negli ambienti della lavorazione conciaria delle pelli, nella tessitura ed i suoi derivati, follatura dei tessuti o carta ed anche per la cottura di laterizi o calci, divennero presto una realtà destinata ad ingrandirsi ulteriormente.
Nel periodo intercorso tra il 1870 ed il 1900 il loro sviluppo subì un incremento tale da rendere spesso necessaria anche la costruzione di strutture di collegamento collettivo (trasporto ferroviario con binari di derivazione verso le aziende) e, grazie a questo vantaggio molte industrie della Provincia di Varese giunsero ad essere tra le prime e più importanti realtà produttive italiane.
All'inizio del XX secolo prevalevano i settori cartario e tessile, ma non mancavano le industrie chimiche o le concerie e fecero la loro parte anche le industrie meccaniche, le fornaci e le aziende in cui venivano lavorate le ossa degli animali. L'ingrandimento e la costruzione di nuove strutture industriali proseguì sino agli anni trenta e, dopo l'interruzione dovuta al secondo conflitto mondiale, esse mantennero un livello di produzione costante fino alla fine degli anni cinquanta.
Negli anni sessanta (ed a causa della concorrenza degli allora paesi dell'est) l'intera realtà produttiva subì una crisi che, facendosi sempre più acuta, portò alcuni settori verso la chiusura ed altri verso un forte ridimensionamento: dagli anni settanta chiusero molte delle industrie tessili, chimiche e conciarie, negli anni ottanta ci fu il declino dell'intera produzione cartaria, mentre dagli anni novanta iniziò la fase discendente del settore meccanico.
Questa catena di fallimenti ha lasciato sul territorio un grande patrimonio di infrastrutture in genere abbandonate e dove, eccetto qualche fortunato caso, lo stato d'incremento dell'incuria e del degrado fa temere l'impossibilità di un recupero adatto a mantenere vivo il loro valore storico.

## Esempi

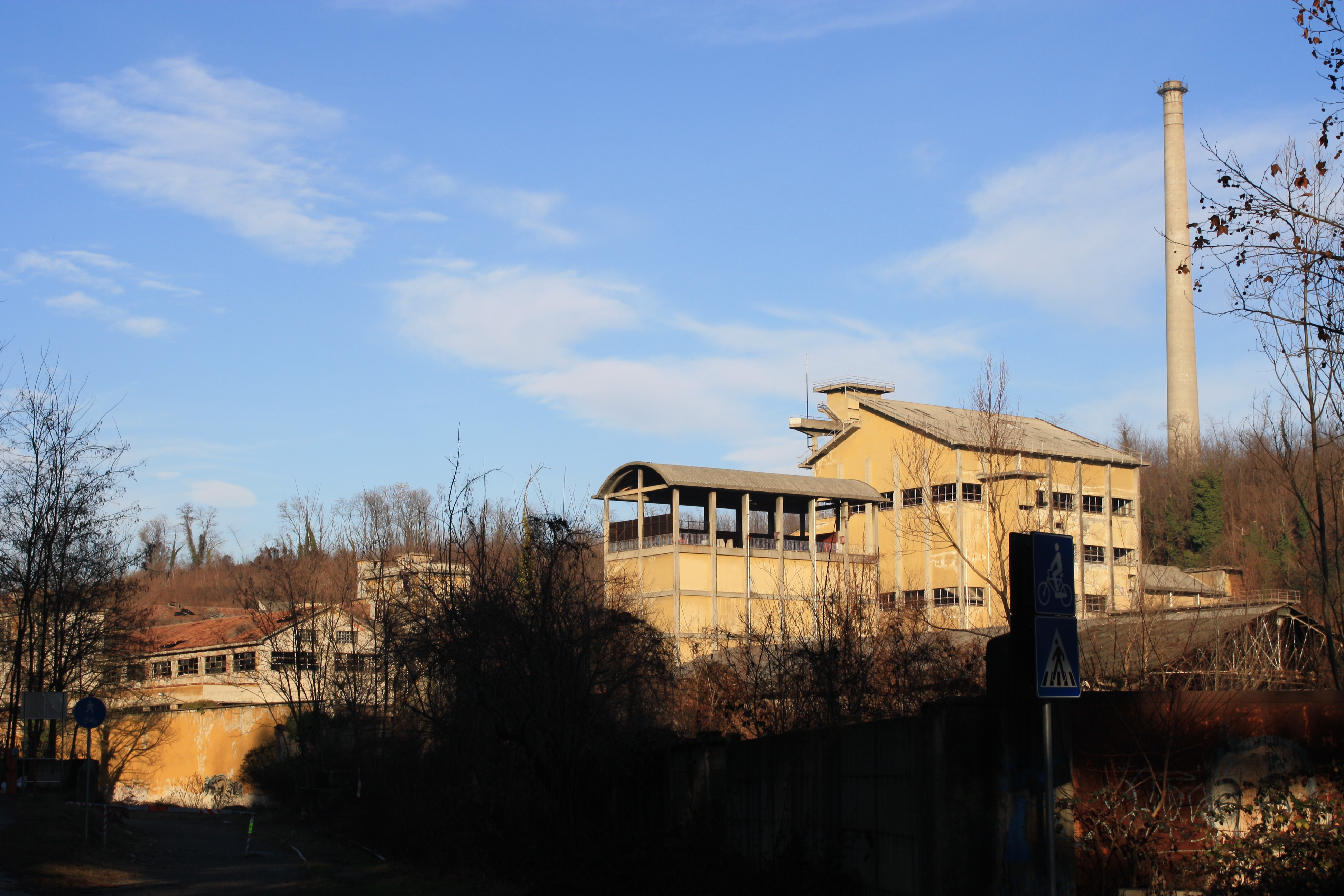
La Cartiera Vita-Mayer di Cairate

Importanti esempi di archeologia industriale nella provincia di Varese sono:

### Settore cartario
- La Cartiera Vita-Mayer di Cairate. Rappresentante un tempo una delle più vaste aree industriali della provincia, nella sua storia ospitò anche una scuola professionale ed alcune strutture della Ferrovia della Valmorea che, fino a poco prima della definitiva chiusura, ne garantirono il rifornimento delle merci. Chiusa per fallimento nel 1977,[2] l'intera area degli stabilimenti si trova tuttora in pessimo stato di abbandono[3][4][5] e tra le rarità presenti nella sua area c'è un serbatoio dell'acqua[6] utilizzato per la produzione del vapore nelle locomotive ed una piattaforma idraulica che veniva utilizzata per girarle.
- La Cartiera Vita-Mayer di Lonate Ceppino, parte della stessa società di Cairate ed anch'essa in stato di completo abbandono.[7]
- La Cartiera Sterzi di Varese. Fondata nel 1818 con il nome di Cartiera Molina, nel 1930 cambiò e mantenne il suo ultimo nome fino all'anno della chiusura definitiva (1980). Pur rimanendo per lunghi anni in un parziale stato di abbandono, ha subito degli interventi di riconversione di alcuni degli stabili ed alcune demolizioni delle parti meno importanti.[8] Nel 2011 è incominciata l'edificazione di nuove strutture che prendono il posto dei vecchi magazzini dei legnami già abbattuti in precedenza.
- La Cartiera Molina di Malnate, costruita negli anni precedenti al 1857 e divenuta Tessiltinta nel 1930 dopo un breve periodo sotto le Officine Meccaniche Conti, ha conservato il nucleo storico tra cui una ciminiera a base quadrata ed è in rovina.[9]

### Settore tessile

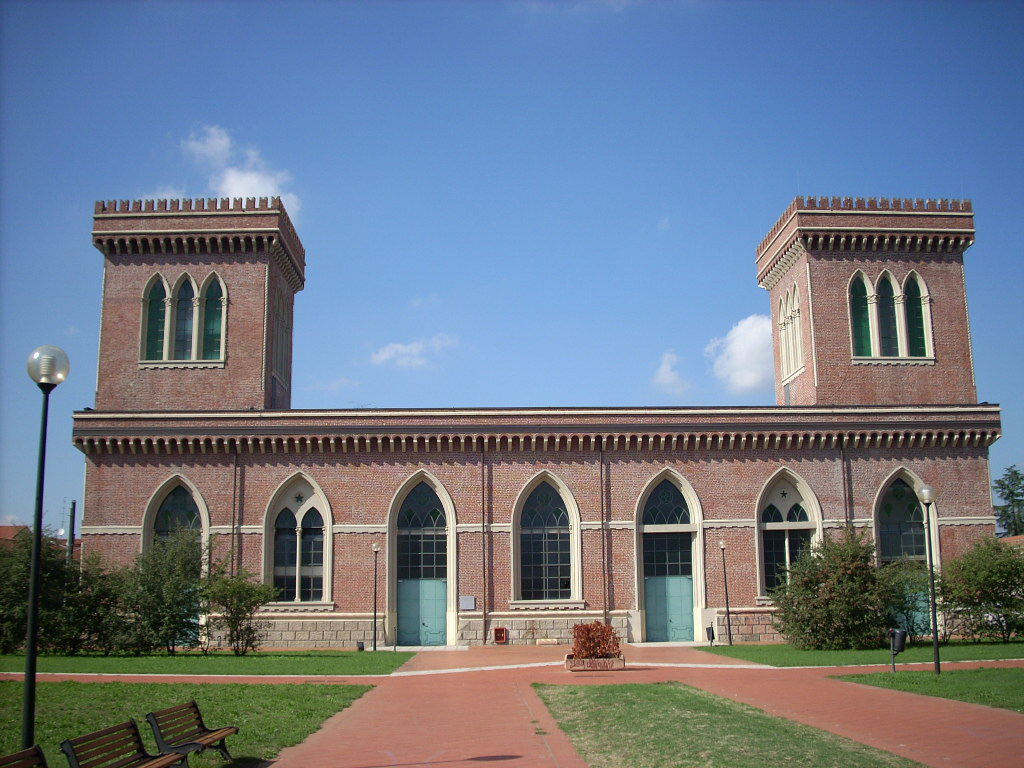
Il Cotonificio Bustese a Busto Arsizio

- il Cotonificio Bustese di Busto Arsizio. Fondato nel 1887 ed ampliato sino all'inizio del XX secolo, ha cessato l'attività nel 1978. L'edificio principale, munito di due torrette merlate e costruito negli anni tra il 1891 ed il 1896 è in mattoni a vista (non ricoperti da intonaco) e si è perfettamente conservato.[10] Dal 1997 ospita il Museo del tessile e della tradizione industriale di Busto Arsizio.[11]
- il Cotonificio Cantoni di Castellanza. Fondato nel 1845, più volte ampliato e ricostruito nel 1902-1905, è stato nuovamente ampliato in tre riprese sino al 1930 ed essere chiuso definitivamente nel 1988. L'edificio un tempo adibito a filatura, un mastodontico esempio di "fabbrica alta" (1902-1930), nel 1991 e diventato la sede del Libero Istituto Universitario Cattaneo (LIUC), mentre la parte che un tempo contenne la tessitura (un esempio architettonico di "fabbrica orizzontale") giace in stato di semi abbandono.[12]
- il Cotonificio Ponti di Solbiate Olona, fondato nel 1823, ricostruito in due fasi tra il 1896 e il 1908 e abbandonato nel 1893, il cui edificio principale in mattoni a vista è stato in parte riutilizzato come sede di attività produttive minori.[13]
- il Cotonificio Enrico Candiani di Fagnano Olona, costruito nel 1895-1902, elegante esempio di "fabbrica orizzontale", ben conservato.[14]
- il Cotonificio Ercole Bossi di Busto Arsizio, antecedente al 1875 e con una struttura che richiama quella dell'abitazione a corte, oggi sede ACLI.
- il Cotonificio Cesare Macchi di Gallarate, costruito tra gli anni 1897-1898 è un ottimo esempio di manutenzione storica degli antichi stabili che vengono affittati a varie aziende di piccole dimensioni. Conserva anche parte delle abitazioni un tempo destinate ai suoi operai.[15]
- la Filanda Decauville di Mesenzana, costruita nel 1862 in mattoni a vista e restaurata negli anni 2000, è un esempio di come un'antica costruzione industriale possa giungere intatta sino ai nostri giorni. Dal 2007 ospita un centro residenziale e commerciale pur mantenendo l'originale aspetto architettonico.[16]
- il Garzificio Sanitaria Ceschina tra Olgiate Olona e Marnate, costruito nel 1902-1907 e attualmente abbandonato e fatiscente.[17]
- la Tessitura Airoldi & Pozzi di Busto Arsizio, fondata nel 1863 oggi rimane solo la palazzina su via Dante totalmente abbandonata.
- la Tessitura Cantoni-Introini di Gallarate, costruita ad inizio '900 e chiusa negli anni ottanta, era un discreto esempio di "fabbrica alta" ed è stata quasi completamente demolita nel 2006 con l'eccezione dell'edificio principale. Quest'ultimo è invece diventato parte della sede dell'IPC G.Falcone.[18]
- la Tessitura Borghi di Varano Borghi, fondata nel 1819 per essere riedificata demolendo le vecchie strutture nel 1904, fu ricostruita unendo la struttura della "fabbrica alta" con il Liberty. Divenuta parte del gruppo tessile TBM nel 2009 ed ancora in funzione, conserva ancora quasi tutto il suo patrimonio architettonico ed ingegneristico.[19]
- la Stamperia De Angeli-Frua di Gerenzano, costruita a fine Ottocento come ditta Musa Marzorati ed in seguito acquisita dalla De Angeli-Frua, fu ampliata negli anni trenta e chiusa nel 1965. Ridottasi in pessime condizioni,[20] è stata parzialmente demolita ma gli edifici più importanti e storicamente vincolati (il 40% dell'area) sono stati restaurati ed integrati nel nuovo complesso di assistenza anziani (2009).

### Lavorazione del pellame
- Il Calzaturificio di Varese (Divarese), fondato nel 1899,[21] originato dalla Premiata Manifattura Tomaie Giunte, fondata da Santino Trolli e il figlio Luigi. Dopo la crisi degli anni ottanta la proprietà fu rilevata dal Gruppo Benetton e successivamente dai fratelli Enzo e Vittorio Schillaci.[22]
- La Conceria Fraschini di Varese, fondata nel 1832, divenne Confettoria Fraschini nel 1850 e fu ricostruita nel corso dei primi anni del Novecento. Ristrutturata negli anni ottanta, oggi ospita dei magazzini e piccole attività artigianali.[23]
- La Conceria Cerutti di Varese, risultante già edificata come Filatoio Ponti nell'anno 1772, divenne una conceria nel 1808 e, cento anni dopo il nome di Conceria Varesina. Assunse l'attuale denominazione nel 1950 e venne abbandonata nel 1960. Presenta due stabili separati ed a poche centinaia di metri di distanza l'uno dall'altro. Il primo è in riva al fiume Olona.[24]
- La Conceria Cornelia di Varese. Già Mulino Abbazia nel 1772, cambiò nome e manifattura nel 1901 e divenne parte della Conceria Varesina nel 1907. Nel 1930 lo stabile ospitò la Conceria Cornelia che si trasferì in altra sede nel 1950. È un maestoso ed imponente stabile che soppalca la via sottostante con un corridoio/passatoia posto al secondo piano.[25]
- La Conceria Valle Olona di Varese. Ad oggi nota come "Ex Dogana di Varese T.I.R." si trova di fronte allo stabile sopracitato e risultava già esistente quando, nel 1874, prese dapprima il nome di Conceria Ghiringhelli ed in seguito quello di Conceria Valle Olona nel 1911.[26] È tuttora utilizzata come Ufficio delle Dogane di Varese.
- La Conceria Grammatica di Vedano Olona in località Fontanelle, costruita verso l'anno 1820[27] e ristrutturata negli anni ottanta, conserva ancora molte delle strutture e delle abitazioni originali. Oggi in buona parte dei capannoni sono ancora ospitate alcune piccole aziende.
- Il Calzaturificio Giuseppe Borri di Busto Arsizio, costruito nel 1892 ed abbandonato verso la fine del Novecento, è stato acquistato dal comune di Busto Arsizio nel 2001, nel 2010 non aveva ancora avuto una destinazione definitiva.[28]

### Altri generi di attività industriale
- Il Birrificio Angelo Poretti di Induno Olona, fondato nel 1870 e riedificato nel 1907, che fonde la struttura della "fabbrica alta" con le decorazioni in stile liberty dando origine ad un capolavoro di architettura industriale, tra i più importanti in tutt'Italia.[29]
- La fabbrica di surrogati di caffè Fago, costruita negli anni 1909 e 1920 ed oggi ristrutturata per altri utilizzi, conserva la ciminiera realizzata in mattoni a vista e con base ottagonale.[30][31]
- La centrale termoelettrica della società "Lombarda" di Castellanza, costruita nel 1904 e chiusa nel 1961 venne in seguito utilizzata come ufficio e centralina di trasformazione sino al 2004 prima di essere abbandonata. È un esempio di costruzione monumentale ed interno a navata unica e con capriate in ferro a balaustra. Nonostante la demolizione delle due ciminiere,[32] lo stabile è tuttora in buono stato ed al centro di un progetto di recupero come albergo e centro congressi.
- La fabbrica di motociclette Frera di Tradate, costruita nel 1905 in stile liberty e chiusa nel 1936, fu abbandonata durante gli anni sessanta e restaurata verso l'inizio del XXI secolo. Dal 2005 ospita la Biblioteca Civica ed il Museo della Motocicletta Frera.[33]
- La SIOME di Malnate in località Folla, ex Filatura Introini (dal 1881 al 1891) poi Officine Conti & C. e dal 1951 ampliata per divenire l'Officina Meccanica SIOME. Chiusa nei primi anni ottanta ed oggi in completo stato di abbandono.[34] Durante la proprietà Conti fu una delle aziende ad avere una derivazione ferroviaria per il trasporto delle merci.
- La Mazzuchelli di Castiglione Olona. Oggi ancora attiva nel settore delle materie plastiche, fu costruita nel 1849 per la lavorazione di pettini e bottoni derivati dal materiale osseo animale ed evolvere, nel corso degli anni, verso la produzione attuale. Tra i corpi di fabbrica più antichi ve ne sono a shed, in mattone intonacato e tutti con capriate in legno[35][36] mentre, tra le opere ferroviarie restaurate, esiste al suo esterno una pesa-ponte su cui nella primavera del 2009 sono state aggiunte due carrozze per preservarne e valorizzarne l'esistenza.[37]

### Fornaci
- La Fornace della Riana alla Rasa di Varese. Esistente già prima del 1857 e posta proprio di fronte alla sorgente del fiume Olona, sfruttò per circa 120 anni il giacimento di calcare che si trova nella sua prossimità. L'edificio più grande è in pietra, argille e mattoni refrattari ed è collegato al luogo d'estrazione tramite un passaggio aereo su rotaie per carrelli e poggiante su piloni. Fu abbandonata dal 1972 ed è tuttora in attesa di un recupero degno d'interesse.[38][39]
- La Fornace di Tradate, completamente abbattuta ad eccezione della ciminiera e dove, attorno ad essa è stato costruito ex novo un centro commerciale, negozi ed un cinema multisala.[40]
- La Fornace di Vedano Olona in località Baraggia. Costruita in prossimità di un terreno argilloso e sabbioso, negli anni cinquanta utilizzava una ferrovia a scartamento ridotto e di tipo Decauville per trasportare il materiale estratto fino ai suoi fuochi. Era dotata di 48 camere di cottura ed una ciminiera di 44 metri di altezza e produceva sia tegole che mattoni pieni o forati.[41] Chiusa nel 1974, è utilizzata come centro di rieducazione equestre dal 2002.[42]

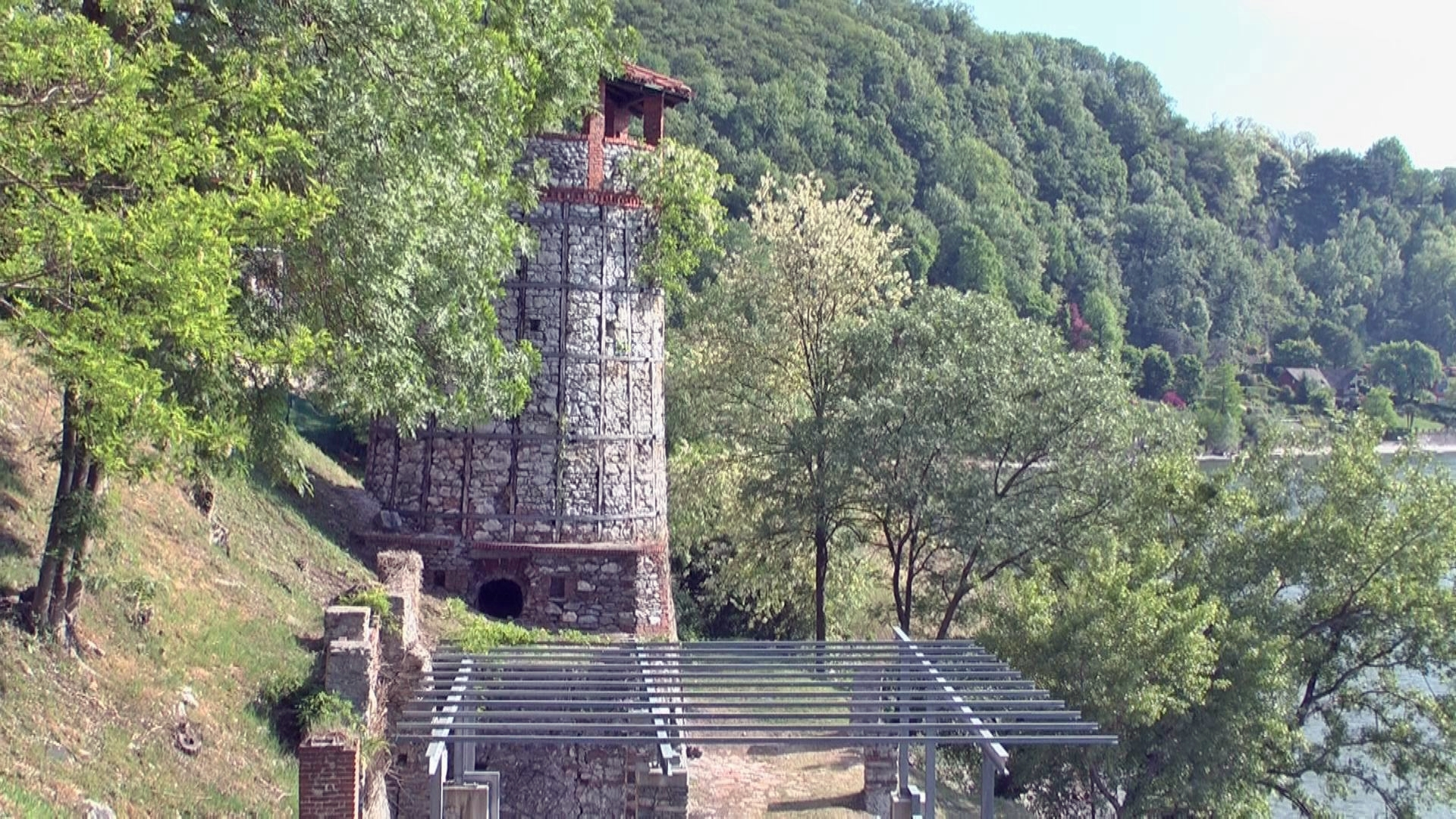
fornace da calce "del port del Pinet" a Ispra

### Mulini

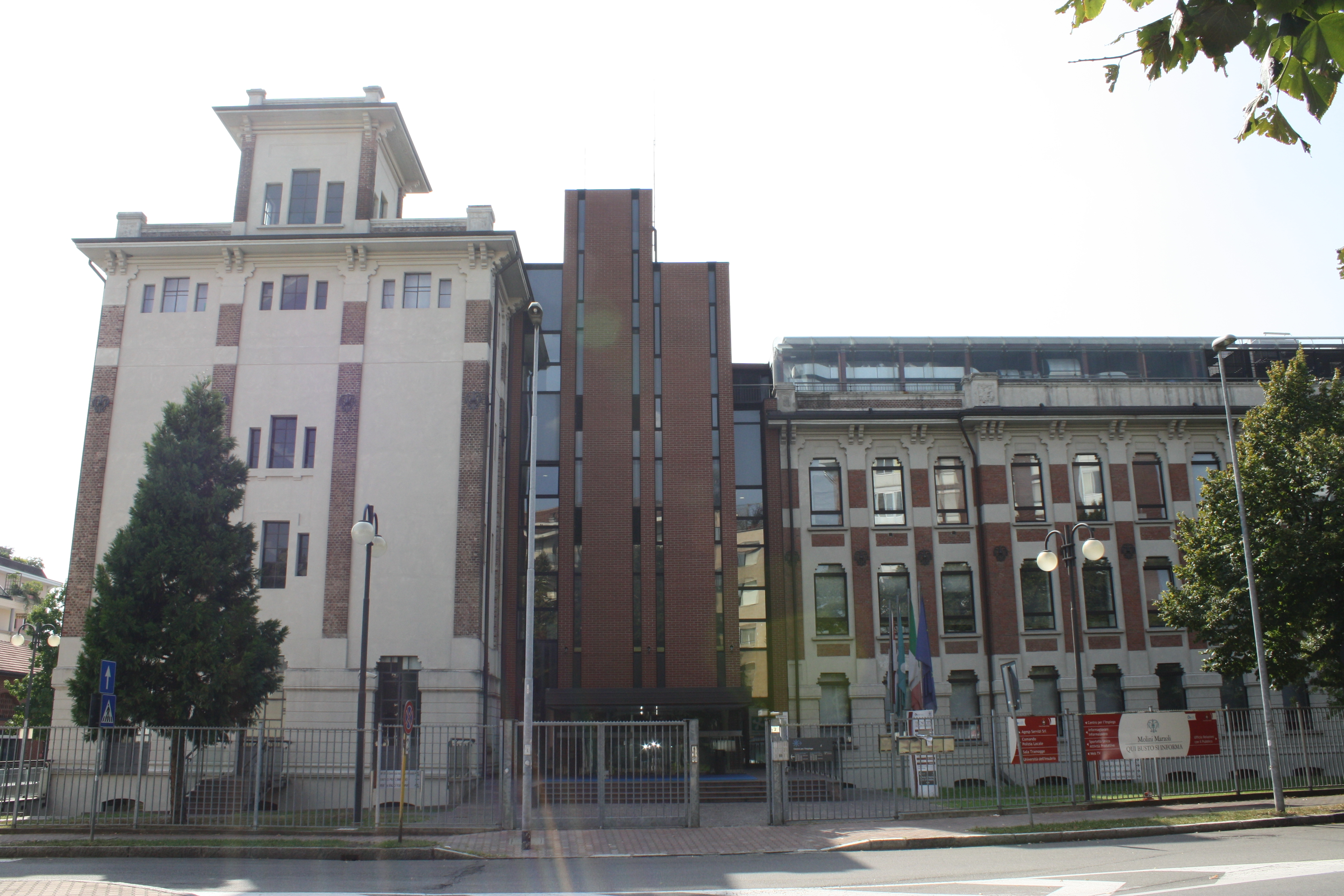
I Molini Marzoli Massari a Busto Arsizio

- I Molini Marzoli Massari di Busto Arsizio, costruiti nel 1906-1926 in stile liberty e chiusi nel 1975, dal 2000 sono stati parzialmente riutilizzati.[43] per essere adibiti a polo multifunzionale.
- I Mulini Grassi di Varese, costruiti tra il XVI secolo ed il XIX, sono divisi in due strutture separate e di forma irregolare. Ristrutturati per essere adibiti ad abitazione hanno, sui muri esterni alcuni esempi di meridiane di grande interesse storico.[44][45][46]
- I Mulini di Gurone,[47] già censiti nel XVI e oggi privi della roggia, rimossa per la costruzione del manufatto destinato a contenere le piene dell'Olona. Molte delle costruzioni originali sono ancora abitate mentre l'unico mulino tuttora esistente è dal 2011 oggetto di attenzione ed iniziative da parte di Legambiente.[48]

- Il Mulino alla Fontanelle di Vedano Olona, costruito prima dell'anno 1772, possedeva una macina da grano ed un torchio. Abbandonato negli anni venti ed in seguito abbandonato[49] fu ristrutturato negli anni settanta e di nuovo abbandonato nel decennio successivo.
- Il Mulino Bosetti in località Castellazzo di Fagnano Olona. Già censito come Mulino G. Visconti nel 1772, fu catalogato come Mulino del Ponte nel 1857 e prima di assumere l'attuale denominazione negli anni seguenti. Nel 1982 risultavano accessibili le sole abitazioni[50] mentre il resto è tuttora abbandonato ed in cattivo stato.
- Il Mulino Zacchetto di Castelseprio, fu mulino da grano tra i secoli XVIII e XIX e divenne sede della società Pagani verso gli anni venti[51] ed essere poi trasformato in centrale Elettrica. Dagli anni ottanta risulta abbandonato.[52]
- Il Mulino del Celeste di Gornate Superiore (Castiglione Olona), fu Mulino prop. Marliani nel 1772 e Mulino Guidali nel 1857. Registrato come Mulino del Celeste nel 1881, disponeva di torchi d'olio ed una macina da grano.[53] Dal 1930 è stato adattato ad abitazioni private.[54]
- Il Mulino Taglioretti di Lonate Ceppino, anch'esso di proprietà Mariani nel 1772, prese l'attuale nome prima del 1857. Fu cartiera Canziani nel 1901 e cartonificio Samec nel 1920. Nel 1982 risultava abbandonato.[55]
- I Mulini di Torba e San Pancrazio a Gornate Olona, entrambi esistenti prima del 1772, assunsero i nomi delle rispettive frazioni del 1857 e cessarono entrambi le loro attività lavorative verso metà del XX secolo. Sono in gran parte adibiti ad abitazioni.[56][57][58][59]
- Il Mulino del Sasso di Olgiate Olona, ben conservato ed oggetto di attenzione da parte del proprio comune per un ripristino completo dell'intero impianto idraulico.[60]
- Il mulino di Marnate,[17] oggi fatiscente.